# Развој светског рекорда у брзом ходању на 20 километара за жене
Први светски рекорд у брзом ходању на 20 км у женској конкуренцији признат је од ИААФ (International Association of Athletics Federations – Међународна атлетска федерација), 1931. године. То је било време Антоније Бриксове из Чехословачке од 2:24:00 сата.
Актуелни рекорд поставила је 11. августа 2012. Јелена Лашманова из Русије у времену 1:25:02. 
ИААФ је ратификовано 27 светских рекорда у овој дисциплини. 
| Време   | Атлетичарка        | Земља                  | Место                            | Датум               |       |
| ------- | ------------------ | ---------------------- | -------------------------------- | ------------------- | ----- |
| 2:24:00 | Антонија Брискова  | Чехословачка           | Праг, Чехословачка               | 6. септембар 1931.  |       |
| 2:14:07 | Антонија Одваркова | Чехословачка           | Праг, Чехословачка               | 14. септембар 1931. |       |
| 1:59:02 | Lina Aebersold     | Швајцарска             | Цирих, Швајцарска                | 9. јун 1934.        |       |
| 1:57:35 | Marie van Tonder   | Јужноафричка Република | Кејптаун, Јужноафричка Република | 28. јул 1962.       |       |
| 1:57:26 | Ирма Хансон        | Шведска                | Копенхаген, Данска               | 27. октобар 1963.   |       |
| 1:54:30 | Ирма Хансон        | Шведска                | Копенхаген, Данска               | 22. октобар 1967.   |       |
| 1:53:46 | Карин Мелер        | Данска                 | Копенхаген, Данска               | 29. октобар 1968.   |       |
| 1:51:05 | Ирма Хансон        | Шведска                | Копенхаген, Данска               | 12. октобар 1969.   |       |
| 1:47:10 | Маргарета Симу     | Шведска                | Копенхаген, Данска               | 22. септембар 1973. |       |
| 1:43:38 | Lilian Harpur      | Аустралија             | Аделејд, Аустралија              | 16. јул 1977        |       |
| 1:43:20 | Торил Гилдер       | Норвешка               | Mixhuca, Мексико                 | 23. април 1978.     |       |
| 1:41:42 | Сузан Кук          | Аустралија             | Мелбурн, Аустралија              | 3. фебруар 1980.    |       |
| 1:39:31 | Сузан Кук          | Аустралија             | Мелбурн, Аустралија              | 20. децембар 1981   |       |
| 1:36:36 | Сузан Кук          | Аустралија             | Мелбурн, Аустралија              | 19, децембар 1982   |       |
| 1:36:23 | Сузан Кук          | Аустралија             | Канбера, Аустралија              | 17. јул 1964        |       |
| 1:36:19 | Sally Pierson      | Аустралија             | Мелбурн, Аустралија              | 17. јул 1984.       |       |
| 1:29:40 | Кери Саксби-Џана   | Аустралија             | Вернамо, Шведска                 | 13. мај 1988.       |       |
| 1:27:30 | Љу Хунгји          | Кина                   | Пекинг, Кина                     | 1. мај 1995.        |       |
| 1:27:30 | Надежда Рјашкина   | Русија                 | Адлер, Русија                    | 7. фебруар 1999.    |       |
| 1:25:41 | Олимпијада Иванова | Русија                 | Хелсинки, Финска                 | 7. август 2005.     |       |
| 1:26:22 | Ванг Јен           | Кина                   | Гуангџоу, Кина                   | 19. новембар 2001.  |       |
| 1:26:22 | Јелена Николајева  | Русија                 | Чебоксари, Русија                | 18. мај 2003.       |       |
| 1:25:41 | Олимпијада Иванова | Русија                 | Хелсинки, Финска                 | 7. август 2005.     |       |
| 1:25:08 | Вера Соколова      | Русија                 | Сочи, Русија                     | 26. фебруар 2011.   | [ 2 ] |
| 1:25:02 | Јелена Лашманова   | Русија                 | Лондон, Уједињено Краљевство     | 11. август 2012.    |       |